# Интернет телефония
Интернет телефония или IP телефония, или съкратено от английски VoIP (на английски: Voice over Internet Protocol, Voice over IP – глас чрез интернет протокол) е технология, която позволява пренасянето на глас (телефония) благодарение на инфраструктурата на интернет. Терминът може да се отнася до връзка между два компютъра, два телефонни апарата, или компютър и телефонен апарат, стига сигналът да се пренася в част от пътя си чрез IP пакети.

## История
Първата технология за телефония през интернет е представена през февруари 1995 г. от VocalTec. Предложеният интернет телефон е примитивен в сравнение с наличните технологии днес. Софтуерът е оригинално замислен да работи на компютър 80486 с 33 MHz процесор или по-висок, чрез който потребителят ще разговоря с друг потребител, използвайки модема на компютъра, звукова карта, (високоговорител и микрофон). В процеса на трансфер, софтуерът трансформира (компресира) гласа, който е говорен в микрофона. След това компресираният глас се транспортира чрез IP пакети като данни във формат на стандартна интернет сесия. С тази технология обаче разговорът е ограничен само до два компютърни потребителя (компютър към компютър).
Около година по-късно, през март 1996 г., отново компанията VocalTec обявява, че ще работи с други фирми за производство на хардуер наречен Voice Gateway, който да позволява аудио връзки между интернет телефон и телефон от публичната комутируема телефонна мрежа (PSTN).
Все пак остава едно предизвикателство, а именно как да се адресира и достигне до потребител на компютър, разположен където и да е по света. За тази цел потребителят трябва да знае IP-адреса на отдалечения компютър, а той не е лесно откриваем, ако не е имало предшествуващ контакт с него. Voice Gateway търси друг такъв, в който да е съхранен телефонният номер на търсения потребител. Телефонен номер се намира по-лесно от IP-адрес. По този начин функционалността на Voice Gateway се справя едновременно с препятствията на свързването на мрежата и адресирането.

## Описание
При получаване на аналогов глас (стандартен глас) от телефон, Voice Gateway първо дигитализира сигнала и компресира новия цифров сигнал във вид на стандартни блокове данни, известни като IP пакети. Те биват изпратени през интернет към вход на Voice Gateway, където процесът се обръща. С тази технология е възможно да се правят три различни видове повиквания: компютър към компютър; компютър към телефон; и телефон към телефон.
Процесът на интернет телефония започва от повикващата страна – системата компютър, микрофон и слушалки, искаща да се свърже с повикваната страна – телефон от обществената телефонна мрежа). Доставчикът на интернет на повикващата страна имайки нужният софтуер се свързва с повикваната страна и предоставя телефонен номер на интернет доставчика, който предоставя услуга (VOIP). Използвайки микрофон, обаждащата се страна тогава говори в него и гласовият сигнал се прехвърля на Voice Gateway, където се дигитализира (ако сигналът не е цифров). Оттук IP пакетите се прехвърлят през интернет по път, който е определен от Voice Gateway на доставчика, докато достигат отдалечения Voice Gateway. Той от своя страна превръща IP пакетите в гласов сигнал и прехвърля гласът на местния PSTN на повикваната страна. От тук, телефонът на повикваната страна ще сигнализира постъпващо повикване. Двете страни могат да проведат напълно двупосочен (дуплексен) разговор.
Със същия пример лесно могат да бъдат описани и връзките компютър към телефон и компютър към компютър.

## Стандарти
Както и при методите за трансфер за данни, така и при VOIP се развиват стандарти за постигане на еднородност на обработка и транспорт. Различни фирми: PC-Telephone Deltathree, Net2Phone, Netspeak Corp и VocalTec inc. пускат на пазара голям брой продукти. За постигане на оперативна съвместимост се създават стандарти, чрез които софтуерът на една компания може да се свърже със софтуер на друга компания. H.323 и SIP са стандарти за сигнализиране на обажданията докато G.711A/U, G.729(b), G.723 са стандарти за аудио кодиране, чрез тях различни софтуерни продукти и хардуерни устройства са способни да комуникират през интернет.

## Изисквания
В допълнение към стандартите, които определят развитието на софтуера за телефония през интернет при каквато и да е връзка, компютър – към – компютър или компютър – към – телефон, хардуерът също трябва да се придържа към минимални системни изисквания. Софтуерният телефон на VocalTec inc. е изисквал процесор на 486 / 33 мегахерца, а днес повечето програмни продукти изискват поне процесор на 166 MHz. Звуковия и мрежов интерфейс за връзка през интернет да притежават дуплексен режим на работа. С нарастване на системните изисквания нараства и качеството на гласа в разговора. Традиционните скорости на сигналите за пренос на глас са приблизително 64 kbps. Макар някои потребители все още да се свързват със скорости под 56 kbps, те също получават относително добро качество на звука. Качеството на гласа намалява, когато скоростта на връзка намалява.

## Предимства
Телефонията през интернет има две първостепенни предимства, работещи в полза на потребителите.
- Намаление на цената на телефонните разговори при голямо разстояние. Използвайки безплатен софтуер (например DIALPAD, PC-Telephone, Skype, ICQ) цената се свежда само до разход към местния интернет доставчик, като по този начин се елиминират месечните такси и плащания за минутите разговор към PSTN.

Дори от гледна точка на PSTN компаниите употребата на интернет телефония също съкращава разходите на големи разстояния през международната телефонна мрежа. Ползата на големите компании от доставчици на услуга за телефония (ITSP) е, че спестяванията им стават все по-големи с увеличаване обема на повикванията. Инвестицията за закупуване на Voice Gateway, която да свърже PSTN с интернет е висока, но технологичното развитие води към системно падане на цените на качествения хардуер. Важно е също и това, че инвестицията е еднократна.
- Мулти функционалност на линията за връзка на потребителя. Много хора днес все още използват модем, за да се свързват с интернет и голяма част от тях имат само една телефонна линия. Така те нямат възможност да бъдат едновременно в интернет и да провеждат разговор по телефона.

Алтернативи на интернет телефонията са DSL технологията и ISDN технологията. DSL технологията обаче благоприятства запазването на скъпо струващите разговори през PSTN. При ISDN технологията нуждата от две телефонни линии отново работи в полза на традиционния фиксиран телеком. Затова VoIP решенията задоволяват изискванията на потребителите за многоцелево ползване на наличните линии за свръзка.

## Недостатъци
Все още има хора, които не разполагат с достъп до интернет у дома. Въпреки че броят им постоянно намалява, при проблеми с електричеството няма как да се провеждат разговори, докато с „нормалния“ телефон това винаги може да се направи, защото той се захранва от самия телефонен кабел. И още: както при всички други начини на обмен на информация в интернет и VoIP използва „пакети“. Поради факта обаче, че всичко става в реално време, при по-лоша връзка някои от пакетите нарочно трябва да бъдат „пропуснати“, което води до накъсване на аудио/видео сигнала. Като цяло работата на VoIP зависи главно от скоростта на връзката и разстоянието между точките на свръзка.
Повечето от системите за пренос на глас се основават на TDM технологията. При тази технология генерираният трафик предизвиква определено забавяне и фактически нищожни загуби на пакети, което се дължи на природата на телефонната мрежа. Мрежите с IP трафик от друга страна, в по-голямата си част не съдържат приоритизация на трафика – т.е. пакети, съдържащи глас и видео, биват третирани наравно с всички останали пакети (например пакетите генерирани от P2P или BitTorrent), което води до следните проблеми:
- загуба на пакети
- забавяне на пакети
- ехо
- интерференция на сигнала
- задръствания по мрежата

Главният начин за решаване на тези проблеми е употребата на мрежово оборудване, поддържащо приоритизация на пакетите по цялата дължина на връзката.